# Kläden (bij Stendal)
Kläden is een plaats en voormalige gemeente in de Duitse deelstaat Saksen-Anhalt, en maakt deel uit van de gemeente  Bismark in de Landkreis Stendal.
Kläden en het tot de Ortschaft Kläden van de gemeente  Bismark behorende dorpje Darnewitz telden omstreeks 2020 respectievelijk 573 en 46 inwoners. Kläden is, op Bismark zelf na, de grootste plaats in de gemeente. In het dorp zijn dan ook de nodige winkels en andere kleine bedrijven gevestigd.
Te Kläden staat een, oorspronkelijk uit 1754 daterend, landhuis (Schloss Kläden). Het wordt gedeeltelijk als dagbestedingsinstelling voor ouderen gebruikt, voor het overige bestaat het uit woonappartementen.
Het dorp ligt 8 km ten zuidoosten van Bismark, en heeft een stationnetje aan de spoorlijn Stendal - Uelzen.
In 1843 zijn bij Kläden enige bronzen bijlen uit de Vroege Bronstijd ontdekt. Ze worden door archeologen toegeschreven aan dragers van de Úněticecultuur.

## Afbeeldingen

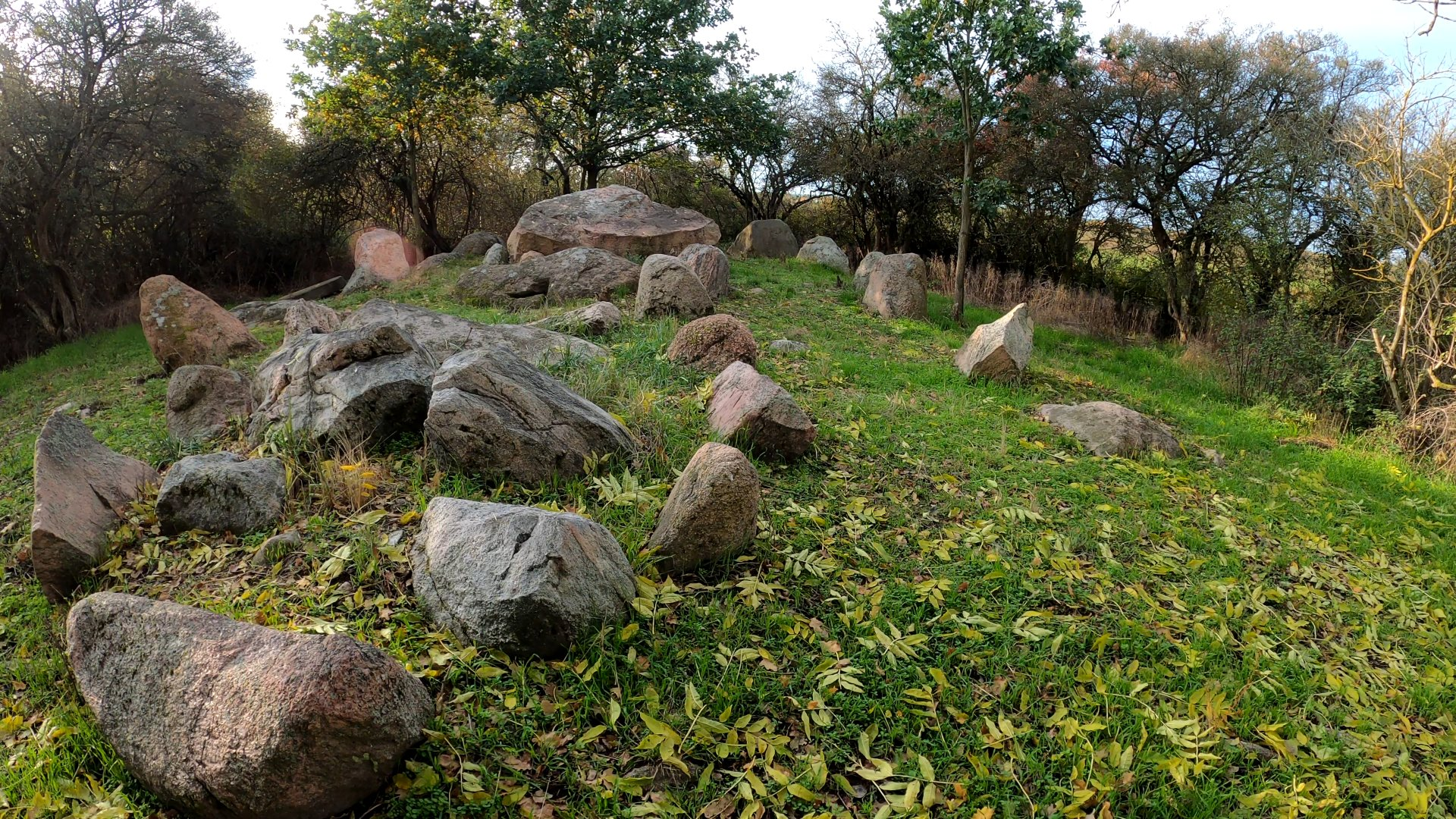
Hunebed (Trechterbekercultuur) bij Kläden
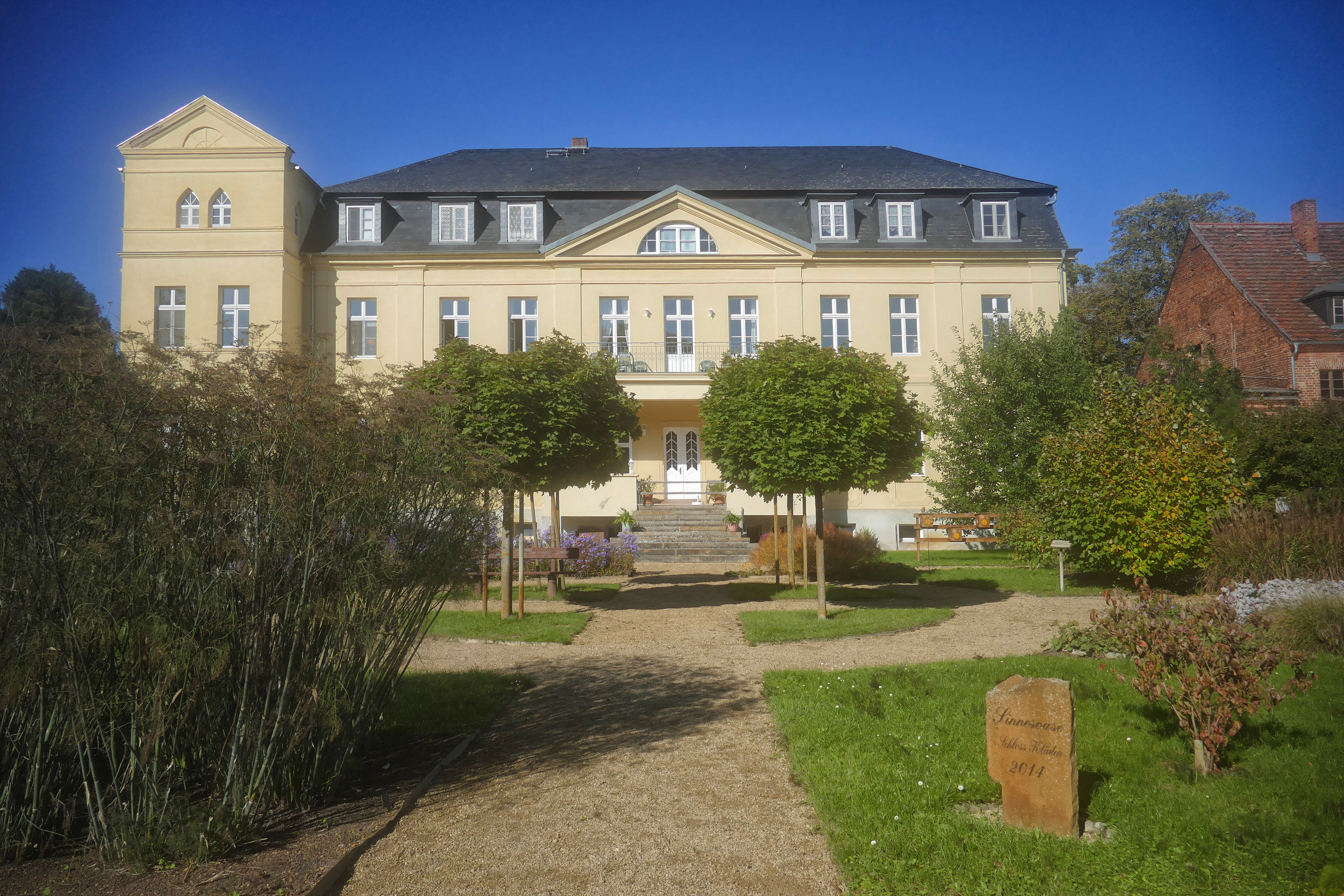
Landhuis Schloss Kläden
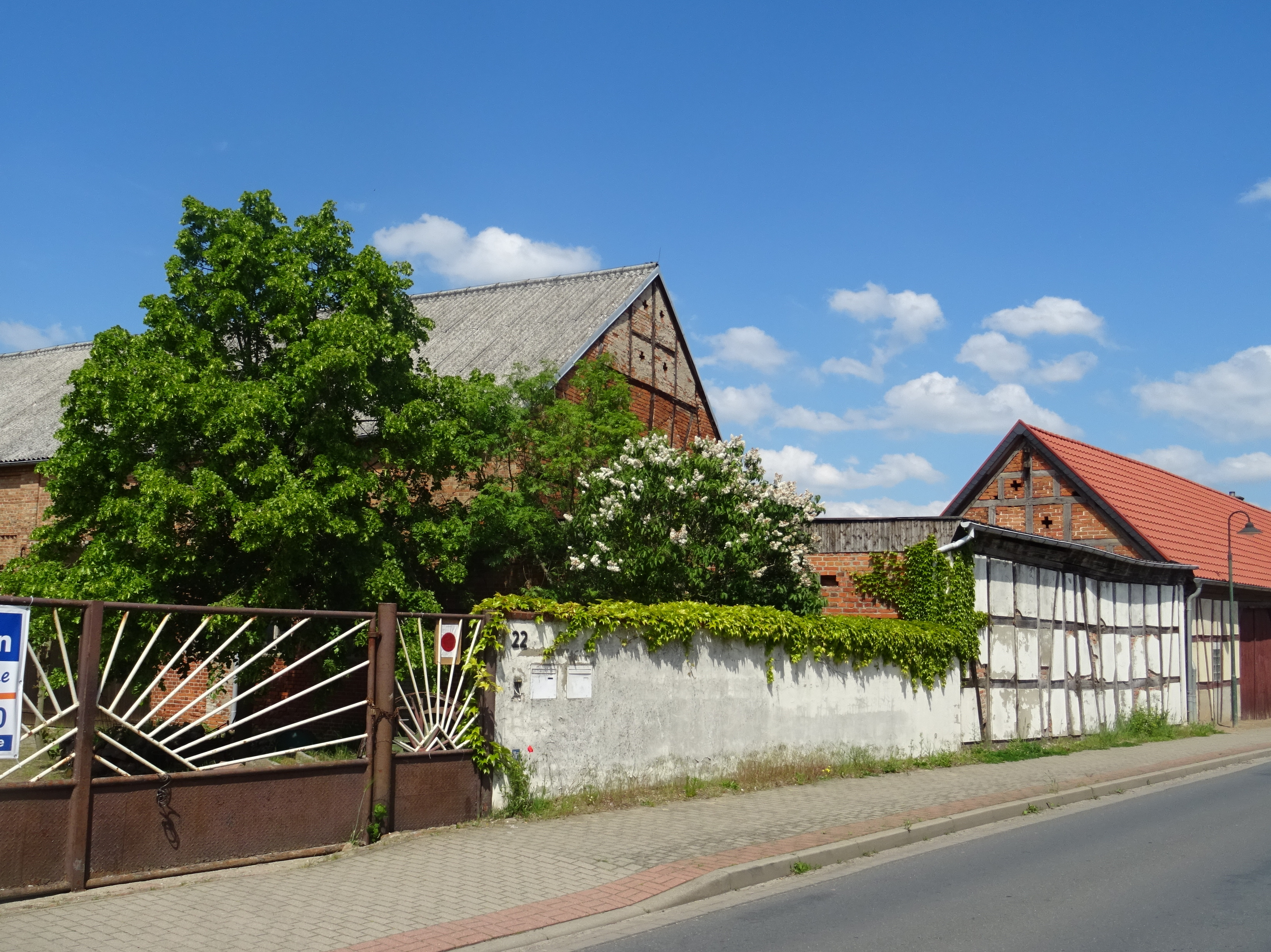
Oude huisjes te Kläden (onder monumentenzorg)
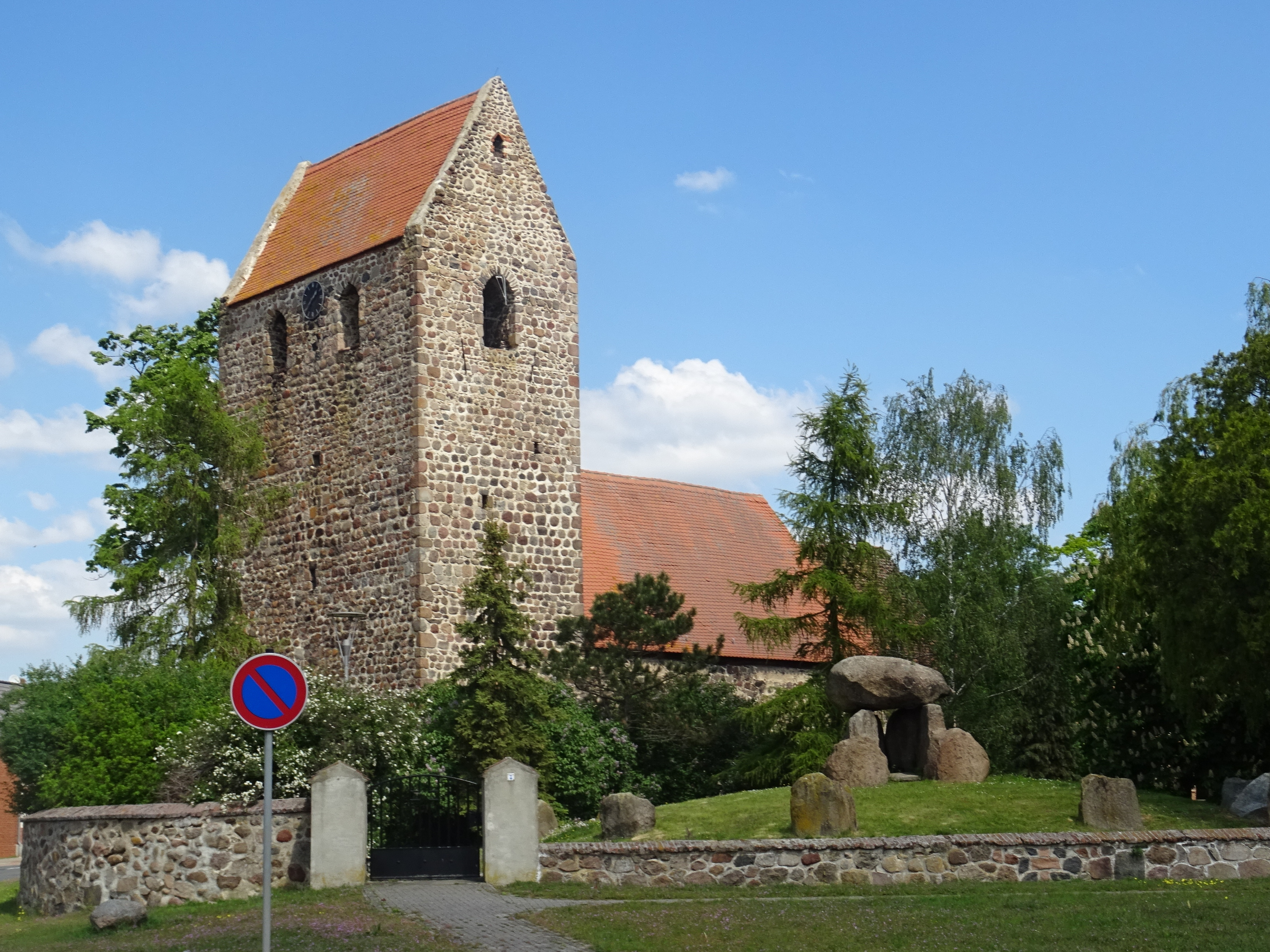
Dorpskerk te Kläden
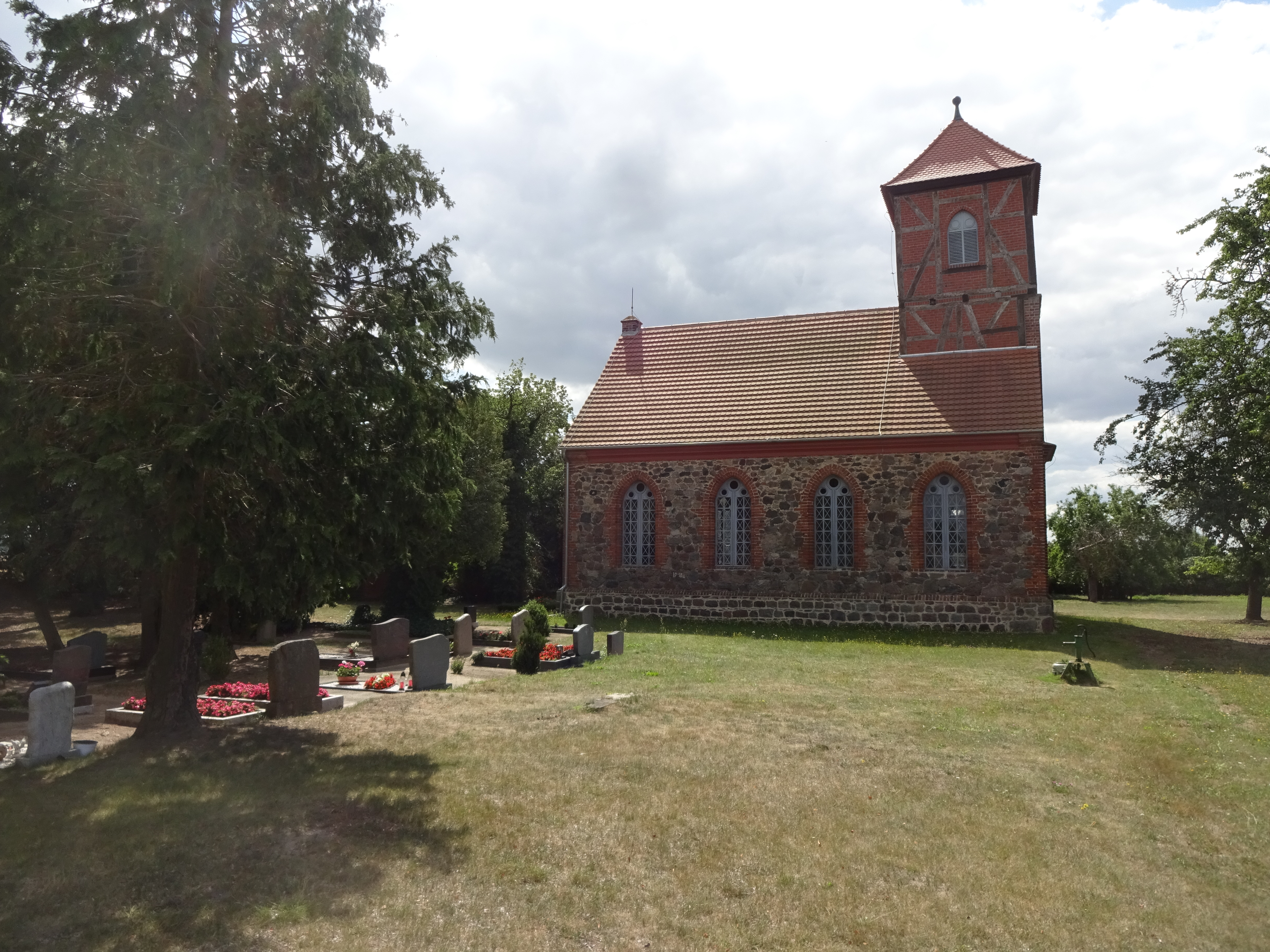
Dorpskerk te Darnewitz